# هاينريش ندلاند
هاينريش ندلاند (بالألمانية: Heinrich Ludolph Wendland)‏ (و. 1791 – 1869 م) هو عالم نبات، وحدائقي من الإمبراطورية الرومانية المقدسة .
توفي في تبليتسه ، عن عمر يناهز 78 عاماً.

## التعليم
تعلم في جامعة غوتنغن